# Rissa nell'anfiteatro
Rissa nell'anfiteatro è un affresco rinvenuto nella casa di Aniceto a Pompei e custodito all'interno del Museo archeologico nazionale di Napoli.

## Storia e descrizione
Realizzato in un periodo compreso del 59 e il 79, era posto nel peristilio della casa di Aniceto: venne ritrovato nel 1869 durante le esplorazioni della casa, per essere staccato e trasportato primo al Museo Ercolenese alla reggia di Portici e successivamente al Museo Borbonico a Napoli.
Si tratta di una pittura di una scena popolare che narra un fatto realmente accaduto, quella della rissa tra pompeiani e nocerini del 59 all'interno dell'anfiteatro di Pompei: fu realizzato da un modesto pittore il che rende difficile comprendere anche la natura economica del committente, probabilmente un impresario di gladiatori.
L'affresco è in quarto stile, a volo d'uccello e privo di prospettiva sia per i luoghi che per i personaggi, i quali appaiano tutte della stessa dimensione. Al centro della scena è l'antiteatro con la doppia scala d'accesso alla summa cavea e il velarium, che sembra poggiato a due torri delle mura di cinta della città; sulla destra è la palestra Grande con all'interno la piscina mentre su un muro esterno si leggono i nomi in latino di D. Lucretio feliciter e in greco di Satrio Oualenti Ogousto Neroni phelikiter, due finanziatori di spettacoli di epoca neroniana. Nell'area dell'anfiteatro e attorno all'anfiteatro, la palestra e le mura si svolgono i combattimenti: si notano uomini che si affrontano corpo a corpo, altri che corrono con le braccia alzate e altri feriti stesi a terra. Nella parte inferiore dell'affresco sono disegnate le bancarelle dei venditori ambulati e qualche albero sotto i quali trovano riparo dal sole gruppetti di donne quasi ignare degli avvenimenti intorno a loro.